# Finn Folcwalding
Finn Folcwalding wordt beschouwd als de eerste koning van de Friezen. Geschiedkundigen zien hem meer als een legendarische dan een historische figuur, omdat hij slechts bekend is uit middeleeuwse liederen. Hij was de zoon van Folcwald (Folkwaldan sunu) en getrouwd met de Deense prinses Hildeburh (Hildeburg), de dochter van Hoc Halfdeane en zuster van prins Hnaef.
De historische Finn Folcwalding leefde in het begin van de 5e eeuw, het tijdperk van de volksverhuizingen. Hij heerste over de Friezen. Zijn machtscentrum vermoedelijk in de Hollandse of Friese kuststreek. Hier raakte hij in gevecht met de Denen van zijn zwager prins Hnaef en diens kapitein Hengest, aanvoerder van de Juten.

## Beowulf
Verhalen over Finn Folcwalding zijn verschenen in Oudnoordse en Oudengelse teksten. Finn was getrouwd met de Deense prinses Hildeburh. Zijn voornaam kan erop duiden dat hij zelf ook een Deen was. De Oudengelse teksten waarin Finn voorkomt zijn Widsith, het Beowulf-epos (in de zogenaamde Finnburg-episode (zie hieronder vs. 1125 - 1136; de gehele episode beslaat vs. 1068 - 1159)) en in het Finnburgfragment, een klein deel van een verloren gegaan heldendicht.
Citaat Beowulf deel XVII

| Gewiton him ðá wígend wíca néosian fréondum befeallen, Frýsland geséon, hámas ond héaburh· Hengest ðá gýt wælfágne winter wunode mid Finn eal unhlitine· eard gemunde þéah þe ne meahte on mere drífan hringedstefnan: holm storme wéol· won wið winde· winter ýþe beléac ísgebinde oþ ðæt óþer cóm géar in geardas swá nú gýt déëð· þá ðe syngáles séle bewitiað wuldortorhtan weder | The warriors returned then to seek their houses, bereft of friends, to see Frisia, their homes and high fort; yet Hengest the death-stained winter spent with Finn, in a place with no fellowship at all; he remembered his land, though he could not drive on the sea the ring-prowed ship: the sea welled in storm, fought against the wind; the winter locked the waves in icy bonds, until came another year to the courtyards, as it still does now, those which continuously carry out their seasons, gloriously bright weathers. |

De Finnburg-episode uit de Beowulf beschrijft de strijd tussen de Denen en de Friezen, waarbij Hengest betrokken was. Hengest is bekend van de verovering van Brittannië door de Germaanse volken. Na de vijfdaagse slag bij Finnburg diende Finn weergeld te betalen als onderdeel van de gesloten vrede ter compensatie van de gestorven krijgers. Op een hoge brandstapel werden Hnaef, Hildeburgs broer, en haar zoon, die omgekomen waren, samen gecremeerd. De Friezen keerden terug naar hun Friese land  en machtige stad. Hengest bleef die winter bij Finn op zijn burcht, omdat de zee dichtgevroren was. In de lente kwamen echter Guthlaf en Oslaf per schip naar Finnsburg en Finn werd vermoord en zijn vrouw Hildeburg mee terug genomen naar het land van de Denen. Het Finnburg-fragment is afkomstig uit een - verloren gegane - tekst. Er zijn echter grote inhoudelijke overeenkomsten tussen de episode en het fragment.